# Sakunosuke Oda
 (janvier 2021).
Si vous disposez d'ouvrages ou d'articles de référence ou si vous connaissez des sites web de qualité traitant du thème abordé ici, merci de compléter l'article en donnant les références utiles à sa vérifiabilité et en les liant à la section « Notes et références ».
Pour les articles homonymes, voir Oda (homonymie).
Sakunosuke Oda (織田 作之助, dans l’ordre japonais Oda Sakunosuke), né le 26 octobre 1913, mort le 10 janvier 1947) est un romancier japonais.

## Vie et œuvre
Né à Osaka dans une famille des classes populaires, Oda Sakunosuke est étudiant à Kyoto au prestigieux Troisième lycée (Sankō) quand en 1934 apparaissent chez lui les premiers signes de la tuberculose. Abattu physiquement et psychologiquement par la maladie, il arrête définitivement ses études en 1936. C’est à cette époque qu’il commence à envisager une carrière littéraire. Sa première œuvre, un récit autobiographique intitulé « La pluie » (Ame), est publiée en 1938 au début de la guerre sino-japonaise. Tout en attirant l’attention de la critique, ses romans et nouvelles qui décrivent de façon sèche les espoirs, les amours et surtout les échecs de héros populaires n’obtiennent pas les prix qui lui ouvriraient les portes du succès. Dans le contexte politique tendu de la Seconde Guerre mondiale, son roman Les paradoxes de la jeunesse (Seishun no gyakusetsu) est même interdit par la censure. Un certain nombre des textes qu’il écrit pendant la guerre ne sont publiés qu’après la défaite. Le style d’Oda Sakunosuke se caractérise par des phrases courtes et un vocabulaire relativement simple, des images puissantes alliant les sentiments aux manifestations du corps. Fin 1946, sa maladie s’aggrave brutalement et il décède à Tōkyō début 1947. C’est donc essentiellement de manière posthume qu’Oda est reconnu comme un grand écrivain. Souvent classé par la critique dans le groupe des Décadents (buraiha) d’après-guerre, il n’a jamais eu pour sa part conscience de faire partie d’un tel mouvement. Son nom reste attaché à la ville Osaka qu’il a abondamment décrite.

## Traductions

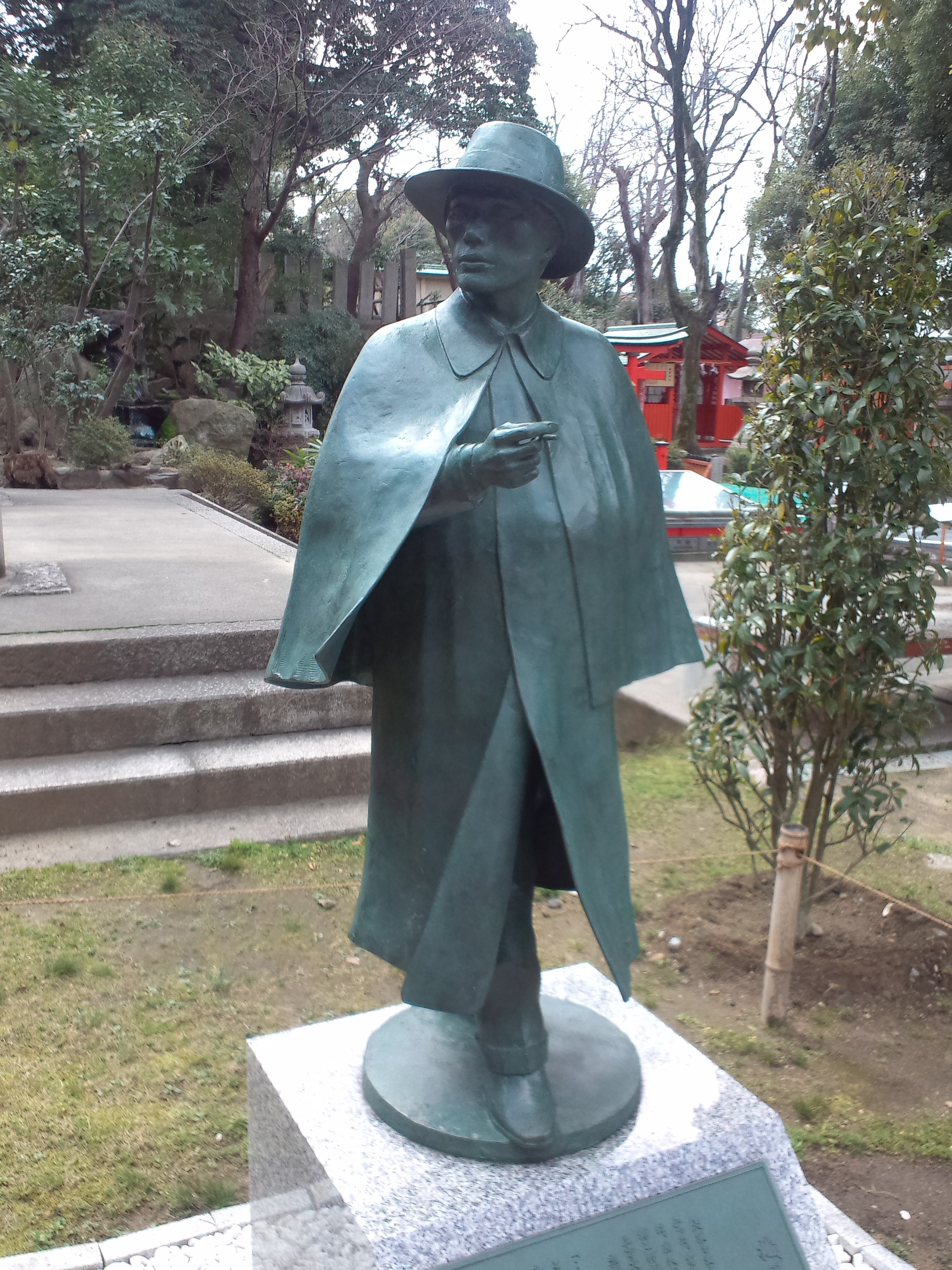
Statue de Sakunosuke Oda au Ikukunitama-jinja (Osaka).

Stories of Osaka Life, traduit en anglais par B. Watson, Weatherhill, 1994.
Immaculate, traduit en anglais par Marissa Skeels, The Hopkins Review, 2020.